# 倫氏南渡麗鯛
倫氏南渡麗鯛，為輻鰭魚綱鱸形目隆頭魚亞目慈鯛科的其中一種，分布於中美洲古巴東部淡水流域，棲息深度18-70公尺，體長可以達24公分，棲息在溪流，生活習性不明，可以作為食用魚。

## 擴展閱讀
維基物種上的相關：倫氏南渡麗鯛